# Utecha lugens
Utecha lugens – gatunek pluskwiaka z rodziny Ulopidae. Występuje w środkowej i środkowo-wschodniej części Europy.

## Taksonomia
Gatunek ten opisany został po raz pierwszy w 1821 roku przez Ernsta Friedricha Germara pod nazwą Ulopa trivia. W 1996 roku Aleksandr Jemielianow przeniósł go do nowego rodzaju Utecha. Zaliczają się do niego jeszcze U. guadarramensis i U. trivia.

## Morfologia
Zarys ciała tego piewika w widoku bocznym ma przód górnej części opadający, jej środek prosty, a tył zakrzywiony dobrzusznie. Głowa ich nie jest rozszerzona ku wierzchołkowi, a jej krawędzie boczne nie rozbiegają się wyraźnie ku przodowi. Brak jest kanciastych wypustek przedocznych. Przedustek jest wypukły, dłuższy niż szeroki. Frontoklipeus jest nabrzmiały, oddzielony od przedustka głęboką bruzdą, wyraźnie szerszy niż policzki mierzone poniżej oczu złożonych. Ciemię jest krótkie, o krawędzi przedniej szerszej niż tylnej. W widoku bocznym tylna krawędź przedplecza ma wcięcie w części tylno-brzusznej. Pokrywy ku wierzchołkom stają się mniej skórzaste. Tylne skrzydła są w pełni wykształcone. Genitalia samca cechują się pygoforem o płatach bocznych pozbawionych dodatkowych wyrostków po stronie tylnej i zewnętrznej. Rurka analna jest niezmodyfikowana. Edeagus dzieli się na dwa trzony i ma w związku z tym dwa gonopory. Szerokości trzonów są mniejsze niż odległość między nimi. Rozwarcie tych trzonów w widoku grzbietowym jest większe niż u U. trivia. Wierzchołki trzonów są skośnie ścięte i mają po krótkim, kolcowatym wyrostku przedwierzchołkowym. W widoku bocznym wierzchołkowa krawędź stylusa jest wklęśnięta.

## Ekologia i występowanie
Owad ten jest fitofagiem ssącym soki z roślin. Przypuszczalnie związany jest z przedstawicielami ogórecznikowatych rosnącymi na stanowiskach ciepłych i suchych.
Gatunek palearktyczny, europejski, znany z Niemiec, Austrii, Polski, Węgier i Rumunii.